# Csobánczi József
Csobánczi József (Pápa, 1727. május 14. – Izsákfa, 1813. április 11.) magyar jezsuita rendi szerzetes, gimnáziumi tanár.

## Élete
1761-ben Nagybányán gimnáziumi tanár volt, 1763 és 1767 között Kolozsváron logikát, metafizikát és fizikát tanított valamint a könyvtár prefektusa volt. 1768-ban egyházi szónok lett Ungváron, majd 1771-ben Székesfehérváron és Zágrábban, 1772-ben ismét Székesfehérváron és 1773-ban Kőszegen.

## Munkái
- Szent Istvánnak, magyarok első királyának dicsérete. Melyet szabad kir. Székesfejérváratt, ugyan azon szent tiszteletére felszentelt templomban ünnepének alkalmatosságával mondott… Buda, 1769